# Man on the Chair
Pour plus de détails, voir Fiche technique et Distribution.
Man on the Chair (littéralement L'Homme sur la chaise) est un court métrage d'animation franco-sud-coréen réalisé par Jeong Da-hee, sorti en 2014. Il remporte le Cristal du court métrage au festival international du film d'animation d'Annecy 2014.

## Synopsis
L'homme seul dans la pièce assis sur la chaise face à un miroir doute de sa propre existence. N'est-il pas l'œuvre de quelqu'un d'autre ?

## Fiche technique
- Titre : Man on the Chair
- Réalisation : Jeong Da-hee
- Scénario : Jeong Da-hee
- Musique : Ma Sang-woo
- Animateur : Ron Dyens
- Producteur : Ron Dyens et Sarah Saidan
- Production : Sacrebleu Productions
- Pays :  Corée du Sud et  France
- Durée : 6 minutes et 55 secondes
- Date de sortie :
  -  France : 22 mai 2014

## Distinctions
En 2013, le projet de Jeong Da-hee est sélectionné pour la Résidence internationale d'écriture du film d'animation de l'Abbaye de Fontevraud. 
En 2014, le film reçoit le Cristal pour un court métrage au Festival international du film d'animation d'Annecy.